# 高遷 (永樂舉人)
高遷（14世紀—15世紀），字景升，南直隸鎮江府金壇縣人，明朝政治人物。

## 生平
高遷是永樂九年（1411年）的舉人，授光山教諭，陞任國子監學錄，宣德八年（1433年）選官出使日本，禮部尚書胡濙推薦他，改任行人，與鴻臚寺少卿潘賜、宦官雷春前往日本賜國王（幕府將軍）源義教白金、綵幣，回國後明宣宗以他不辱命擢升為翰林院編修，並賜與龍鳳硯、龍涎墨，在日本送贈的紙扇題御詩。
正統年間宦官王振專權，殺害侍講劉球，高遷上疏拯救無效，於是托辭患病致仕回鄉，有《菊庵文集》流傳，入祀鄉賢祠。

## 引用
1. 1 2  光緒《金壇縣志·卷九·人物志》：高遷 字景升，性沖雅美風姿，永樂辛卯舉人，署光山教諭，陞國子監學錄，時選使日本者，尚書胡濙以名薦，改行人賜一品服以行，使還上嘉其不辱命，擢翰林院編修，賜龍鳳硯龍涎墨，倭扇題御詩其上以榮之，曰：「秋水芙蓉巧翦裁，輕輕搖動彩雲開，金鑾殿上隨朝罷，帶得天香滿袖回。」正統中宦官王振用事，殺侍講劉球，遷疏救不聽，乃辭疾致仕歸，所著有《菊庵文集》，卒祀鄉賢。
2. ↑  《明宣宗章皇帝實錄·卷一百三》：（宣德八年六月）壬辰遣鴻臚少卿潘賜、行人高遷、中官雷春等使日本國，賜其王源義教白金、綵幣等物。
3. ↑  民國《光山縣志約稿·卷三》：高遷，字景升，洪武【永樂】間由舉人任光山教諭，陞國子監學錄，選使日本改授行人，賜一品服以行，及還上以為不辱命，賚予甚渥，薦紳咸為詩歌榮之。